# Avenula
Avenula is een geslacht van Euraziatische bloeiende planten in de grasfamilie. Meer dan 100 namen zijn voorgesteld voor soorten, ondersoorten, variëteiten en andere infraspecifieke taxa binnen Avenula, maar slechts één soort wordt geaccepteerd. De enige erkende soort in het geslacht is Avenula pubescens, algemeen bekend als zachte haver, afkomstig uit Europa en Azië, van IJsland en Portugal tot Xinjiang, Mongolië en Siberië. Het is ook ingeburgerd op verspreide locaties in Noord-Amerika, in staten als Connecticut, Delaware, Minnesota, New Jersey en Vermont, en in Canadese provincies zoals Alberta, Manitoba, Ontario, Quebec , en Saskatchewan.
Andere geslachten die soorten bevatten die ooit in Avenula waren opgenomen: Helictochloa, Helictotrichon en Tricholemma.